# Кава Бомбарда (Тревизо)
Кава Бомбарда је насеље у Италији у округу Тревизо, региону Венето.
Према процени из 2011. у насељу је живело 15 становника. Насеље се налази на надморској висини од 55 м.